# غريغ بالارد
غريغوري آلان «غريغ» بالارد (بالإنجليزية: Greg Ballard)‏ (مواليد 1954) عمدة جمهوري سابق في إنديانابوليس بولاية إنديانا. وأيضا ضابط متقاعد برتبة مقدم من قوات مشاة بحرية الولايات المتحدة.
في يوم الثلاثاء 6 نوفمبر 2007 هزم العمدة الديمقراطي وقتذاك لفترتين بارت بيترسون بنسبة 51٪ إلى 47٪. وصف هذا الحدث بأنه أحد أكبر الاضطرابات في التاريخ السياسي في ولاية إنديانا. أعيد انتخابه في هذا منصب في نوفمبر 2011 بنفس الهامش.
خدم في حرب الخليج الثانية.